# Sportverein Arminia Hannover 1962-1963
Questa voce raccoglie le informazioni riguardanti lo Sportverein Arminia Hannover nelle competizioni ufficiali della stagione 1962-1963.

## Stagione
Nella stagione 1962-1963 l'Arminia Hannover, allenato da Fritz Schollmeyer, concluse il campionato di Oberliga nord al 10º posto.

## Rosa
| N. |                     | Ruolo | Calciatore          |
| -- | ------------------- | ----- | ------------------- |
|    | Germania (bandiera) | P     | Manfred Klimmeck    |
|    | Germania (bandiera) | P     | Werner Lyzio        |
|    | Germania (bandiera) | D     | Helmut Brase        |
|    | Germania (bandiera) | D     | Ernst-Johannes Hein |
|    | Germania (bandiera) | D     | Erich Krüger        |
|    | Germania (bandiera) | D     | Rudolf Scheer       |
|    | Germania (bandiera) | D     | Wolfgang Zimmermann |
|    | Germania (bandiera) | C     | Günter Blume        |
|    | Germania (bandiera) | C     | Gerhard Elfert      |
|    | Germania (bandiera) | C     | Jürgen Grupe        |

| N. |                     | Ruolo | Calciatore        |
| -- | ------------------- | ----- | ----------------- |
|    | Germania (bandiera) | C     | Willi Langemann   |
|    | Germania (bandiera) | C     | Heinz Mnich       |
|    | Germania (bandiera) | C     | Rolf Wimmers      |
|    | Germania (bandiera) | A     | Jörg Goldmann     |
|    | Germania (bandiera) | A     | Ernst Künnecke    |
|    | Germania (bandiera) | A     | Meinhardt Messner |
|    | Germania (bandiera) | A     | Hans-Jürgen Mumme |
|    | Germania (bandiera) | A     | Dieter Perau      |
|    | Germania (bandiera) | A     | Lothar Ulsaß      |
|    | Germania (bandiera) | A     | Guntram Urbaniak  |

## Organigramma societario
Area tecnica
- Allenatore: Fritz Schollmeyer
- Allenatore in seconda:
- Preparatore dei portieri:
- Preparatori atletici:
- Analisi video:

## Calciomercato

### Sessione estiva
| Acquisti | Acquisti            | Acquisti   | Acquisti |
| R.       | Nome                | da         | Modalità |
| -------- | ------------------- | ---------- | -------- |
| D        | Ernst-Johannes Hein | Heider     |          |
| A        | Ernst Künnecke      | Hildesheim |          |
| C        | Willi Langemann     | HSC Leu 06 |          |

| Cessioni | Cessioni | Cessioni | Cessioni |
| R.       | Nome     | a        | Modalità |
| -------- | -------- | -------- | -------- |

## Risultati

### Oberliga nord

#### Girone di andata
| Arbitro: | U. Wolf |

|                              |           |           |
| Eppel 28’ (rig.), 71’ (rig.) | Marcatori | 44’ Mumme |

| Arbitro: | W. Spiewak |

|                             |           |             |
| Ulsaß 57’ Elfert 79’ (rig.) | Marcatori | 75’ Hufgard |

| Arbitro: | G. Höger |

|           |           |           |
| Dobat 54’ | Marcatori | 58’ Mumme |

| Arbitro: | K. Picker |

|                                      |           |                                    |
| Blume 16’ Mumme 67’ Ulsaß 90’ (rig.) | Marcatori | 27’ Meyer 40’ Lorenz 49’ Zebrowski |

| Arbitro: | E. Schäfer |

|                     |           |  |
| Schmidt 16’ Meß 59’ | Marcatori |  |

| Arbitro: | E. Skuballa |

|                |           |                                             |
| Blume 11’, 44’ | Marcatori | 30’ (rig.) Clasen 54’ Schipper 62’ Gretzler |

| Arbitro: | H. Herden |

|                 |           |                  |
| Heiser 18’, 34’ | Marcatori | 46’ (rig.) Ulsaß |

| Arbitro: | W. Link |

|                         |           |            |
| Urbaniak 44’ Elfert 54’ | Marcatori | 40’ Bayerl |

| Arbitro: | K. Picker |

|                                  |           |              |
| Martinsen 6’, 32’, 50’ Galle 56’ | Marcatori | 81’ Künnecke |

| Arbitro: | R. Seekamp |

|                               |           |  |
| Ulsaß 18’ Grupe 51’, 65’, 71’ | Marcatori |  |

| Arbitro: | G. Pooch |

|  |           |                                    |
|  | Marcatori | 33’, 48’, 78’ Langemann 49’ Elfert |

| Arbitro: | Daniel |

|                |           |            |
| Ulsaß 58’, 87’ | Marcatori | 88’ Seeler |

| Arbitro: | K. Ohmsen |

|               |           |  |
| Ulsaß 6’, 87’ | Marcatori |  |

| Arbitro: | W. Zimmermann |

|                                 |           |  |
| Türk 17’ Iwanzik 41’ Lattek 76’ | Marcatori |  |

| Arbitro: | Strohdreß |

|                           |           |             |
| Elfert 49’, 76’ Ulsaß 71’ | Marcatori | 22’ Wuttich |

#### Girone di ritorno
| Arbitro: | E. Skuballa |

|  |           |                                            |
|  | Marcatori | 34’ Martinsen 72’ Tams 85’ (aut.) Urbaniak |

| Arbitro: | U. Wolf |

|             |           |           |
| Bochmann 8’ | Marcatori | 43’ Brase |

| Arbitro: | Daniel |

|                       |           |          |
| Ulsaß 40’, 68’ (rig.) | Marcatori | 52’ Pape |

| Arbitro: | H. Lutz |

|                                                                                         |           |                            |
| Seeler 5’, 15’, 20’, 61’ Dörfel 32’ Werner 63’ (rig.) Seeler 65’ Fritzsche 80’ Wulf 83’ | Marcatori | 57’ (rig.) Ulsaß 72’ Blume |

| Arbitro: | W. Link |

|               |           |  |
| Schreiber 76’ | Marcatori |  |

| Arbitro: | W. Höfel |

|           |           |                 |
| Ulsaß 75’ | Marcatori | 50’, 61’ Lattek |

| Arbitro: | H. Herden |

|                                  |           |           |
| Wuttich 55’ Moll 70’ Gerwien 89’ | Marcatori | 15’ Perau |

| Arbitro: | R. Seekamp |

|                            |           |  |
| Vormelker 11’ Hoffmann 48’ | Marcatori |  |

| Arbitro: | E. Sturm |

|                                      |           |                            |
| Ulsaß 34’ (rig.), 58’ Perau 58’, 71’ | Marcatori | 46’ (rig.), 54’ Kellermann |

| Arbitro: | K. Ohmsen |

|            |           |                                          |
| Clasen 11’ | Marcatori | 34’, 88’ Elfert 47’, 52’, 70’, 73’ Ulsaß |

| Arbitro: | Stelljes |

|                                     |           |                   |
| Ulsaß 19’, 65’ (rig.) Langemann 58’ | Marcatori | 81’ (rig.) Agurew |

| Arbitro: | K. Picker |

|                                        |           |                   |
| Meyer 32’, 34’, 52’, 75’ Zebrowski 86’ | Marcatori | 5’, 77’ Langemann |

| Arbitro: | W. Zimmermann |

|                         |           |                                        |
| Langemann 11’ Ulsaß 13’ | Marcatori | 32’ Schwalm 57’ Wodniok 61’, 77’ Dobat |

| Arbitro: | W. Spiewak |

|                  |           |                           |
| Hufgard 46’, 86’ | Marcatori | 9’ (rig.) Ulsaß 55’ Perau |

| Arbitro: | H. Lutz |

|                         |           |                              |
| Langemann 18’ Perau 60’ | Marcatori | 22’ Haecks 63’, 73’ Bergeest |

## Statistiche

### Statistiche di squadra
| Competizione  | Punti | In casa | In casa | In casa | In casa | In casa | In casa | In trasferta | In trasferta | In trasferta | In trasferta | In trasferta | In trasferta | Totale | Totale | Totale | Totale | Totale | Totale | DR |
| Competizione  | Punti | G       | V       | N       | P       | Gf      | Gs      | G            | V            | N            | P            | Gf           | Gs           | G      | V      | N      | P      | Gf     | Gs     | DR |
| ------------- | ----- | ------- | ------- | ------- | ------- | ------- | ------- | ------------ | ------------ | ------------ | ------------ | ------------ | ------------ | ------ | ------ | ------ | ------ | ------ | ------ | -- |
| Oberliga nord | 26    | 15      | 9       | 1       | 5       | 34      | 26      | 15           | 2            | 3            | 10           | 22           | 38           | 30     | 11     | 4      | 15     | 56     | 64     | -8 |
| Totale        | 26    | 15      | 9       | 1       | 5       | 34      | 26      | 15           | 2            | 3            | 10           | 22           | 38           | 30     | 11     | 4      | 15     | 56     | 64     | -8 |

### Andamento in campionato
| Giornata  | 1 | 2 | 3 | 4 | 5 | 6  | 7  | 8  | 9  | 10 | 11 | 12 | 13 | 14 | 15 | 16 | 17 | 18 | 19 | 20 | 21 | 22 | 23 | 24 | 25 | 26 | 27 | 28 | 29 | 30 |
| --------- | - | - | - | - | - | -- | -- | -- | -- | -- | -- | -- | -- | -- | -- | -- | -- | -- | -- | -- | -- | -- | -- | -- | -- | -- | -- | -- | -- | -- |
| Luogo     | T | C | T | C | T | C  | T  | C  | T  | C  | T  | C  | C  | T  | C  | C  | T  | C  | T  | T  | C  | T  | T  | C  | T  | C  | T  | C  | T  | C  |
| Risultato | P | V | N | N | P | P  | P  | V  | P  | V  | V  | V  | V  | P  | V  | P  | N  | V  | P  | P  | P  | P  | P  | V  | V  | V  | P  | P  | N  | P  |
| Posizione | 9 | 8 | 9 | 7 | 9 | 11 | 12 | 11 | 12 | 10 | 7  | 6  | 6  | 7  | 6  | 7  | 7  | 7  | 7  | 8  | 8  | 9  | 11 | 9  | 8  | 8  | 8  | 8  | 8  | 10 |

Legenda:

Luogo: C = Casa; T = Trasferta. Risultato: V = Vittoria; N = Pareggio; P = Sconfitta.

### Statistiche dei giocatori
| G. Blume      | 25 | 4  | 0 | 0 |
| H. Brase      | 18 | 1  | 0 | 0 |
| G. Elfert     | 28 | 7  | 0 | 0 |
| J. Goldmann   | 0  | 0  | 0 | 0 |
| J. Grupe      | 2  | 3  | 0 | 0 |
| E. Hein       | 30 | 0  | 0 | 0 |
| M. Klimmeck   | 6  | 0  | 0 | 0 |
| E. Krüger     | 17 | 0  | 0 | 0 |
| E. Künnecke   | 28 | 1  | 0 | 0 |
| W. Langemann  | 26 | 8  | 0 | 0 |
| W. Lyzio      | 24 | 0  | 0 | 0 |
| M. Messner    | 13 | 0  | 0 | 0 |
| H. Mnich      | 2  | 0  | 0 | 0 |
| H. Mumme      | 13 | 3  | 0 | 0 |
| D. Perau      | 11 | 5  | 0 | 0 |
| R. Scheer     | 25 | 0  | 0 | 0 |
| L. Ulsaß      | 26 | 23 | 0 | 0 |
| G. Urbaniak   | 3  | 1  | 0 | 0 |
| R. Wimmers    | 3  | 0  | 0 | 0 |
| W. Zimmermann | 30 | 0  | 0 | 0 |